# Manuel Aguilar
Manuel Aguilar y Bustamante (San Salvador, 26 de junio de 1750-Antigua Guatemala, 25 de mayo de 1819) fue un eclesiástico salvadoreño. Su confinamiento en la ciudad de Guatemala fue un detonante del movimiento independentista de 1811 y también tomó parte activa en el  movimiento insurgente de 1814. Debido a estas participaciones se le considera uno de los Próceres de la Independencia de El Salvador.

## Familia y estudios
Sus padres fueron Isabel de Bustamante y Nava, y el capitán Manuel Aguilar y de León, quien era primo hermano del presbítero y doctor José Matías Delgado. Fueron sus hermanos, los también sacerdotes Nicolás y Vicente, también involucrados en los movimientos independentistas; así como Ana Petrona y Mónica, quienes contrajeron matrimonio con Domingo Antonio de Lara y Mongrovejo (padre del prócer de igual nombre) y Francisco Durán, respectivamente.

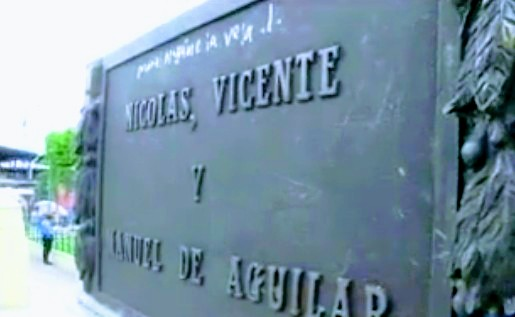
Placa En la plaza Libertad, En Honor a los Hermanos Aguilar En San Salvador

El año 1761 ingresó al colegio de San Francisco de Borja en Santiago de los Caballeros de Guatemala y obtuvo el bachillerato en Filosofía el 17 de febrero de 1762. Recibió su tonsura y las órdenes menores del Colegio y Seminario Tridentino de Nuestra Señora de la Asunción en la iglesia del convento de Capuchinas. El 13 de marzo de 1776 recibió los grados de exorcitado y acolitado; el subdiaconado el 20 de septiembre de 1776; el diaconado el 4 de abril de 1778, en la iglesia del convento de la Concepción; y el presbiteriado el 13 de junio de 1778, ceremonia realizada en la Iglesia del convento de Santa Catalina. Posteriormente asumió el curato de Zacatecoluca.
También fue catedrático de Filosofía y Cánones en el Seminario Tridentino de Antigua Guatemala. Debido a una enfermedad que le mantuvo postrado en septiembre de 1788, retornó en octubre del mismo año a la provincia de San Salvador, y acompañó a su sobrino Mariano Antonio de Lara en la rectoría de la Parroquia de Santa Lucía Zacatecoluca (1790-1801). En esta localidad ejerció el curato desde junio de 1803 hasta mediados de 1808, cuando fue nombrado rector de su antiguo colegio guatemalteco. En 1809, fue designado capellán del convento de las Carmelitas.

## Movimientos independentistas

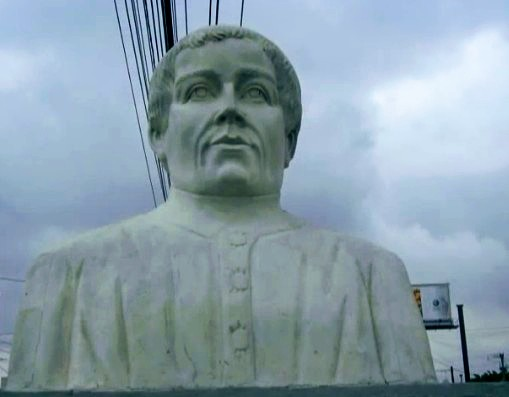
busto de Manuel Aguilar y Bustamante

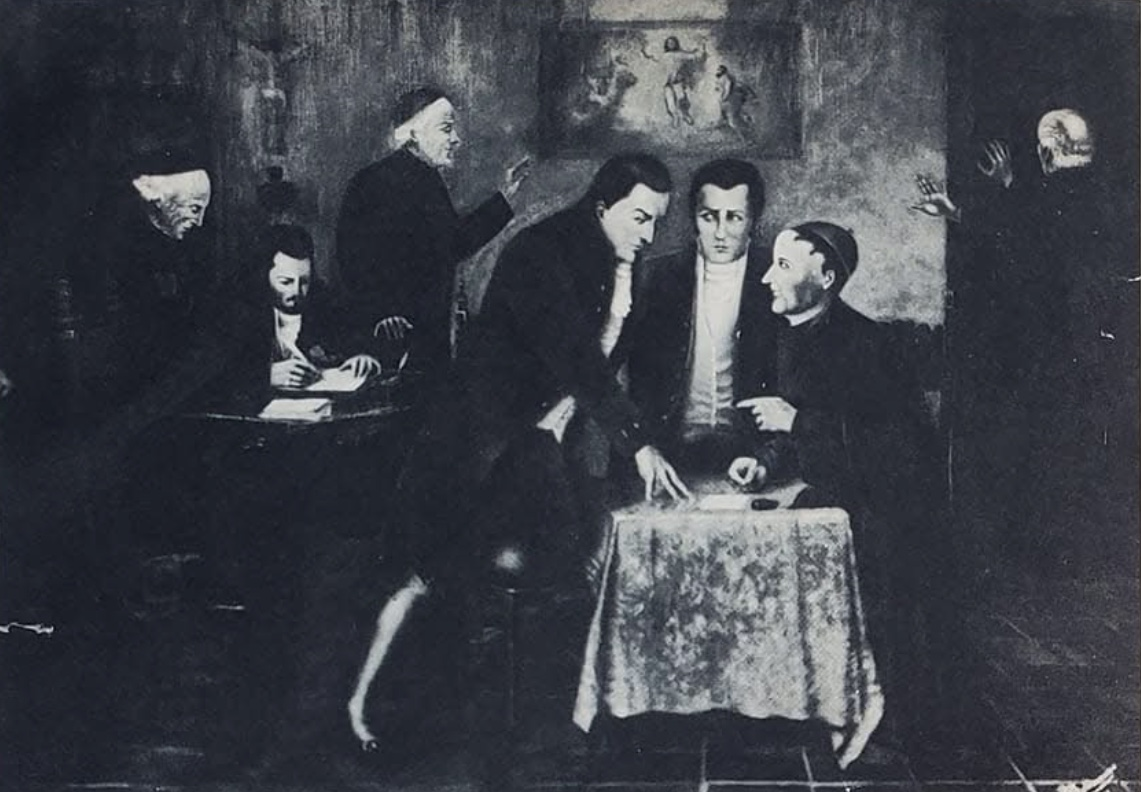
Conspiración de 1814; Primer Plano Manuel Jose Arce, Domingo Antonio Lara, Presbítero Dr Matías Delgado, Al fondo Los Hermanos Aguilar y Juan Manuel Rodríguez.

Previo a los acontecimientos del 5 de noviembre de 1811, Manuel Aguilar era uno de los sacerdotes que apoyaba la lucha por la autonomía de la Intendencia de San Salvador. Precisamente, fue acusado por las autoridades de la Capitanía General de Guatemala de mantener correspondencia, junto a sus hermanos, con «un emisario de Nueva España, que estaba dividido en facción, o con uno de los cabecillas del mismo Reino». Rehusó leer una carta pastoral del arzobispo Ramón Casaus y Torres contra Miguel Hidalgo y Costilla; esto provocó su confinamiento en un convento de la ciudad de Guatemala en el 3 de noviembre, y el día 4 de noviembre se supo del arresto en San Salvador, lo que precipitó el alzamiento al siguiente día.
Para inicios de 1813, los salvadoreños organizaron varias manifestaciones reclamando la libertad del religioso. Una vez otorgada, el día 5 de marzo Aguilar proclamó un duro sermón en la iglesia El Calvario, a pesar de la presencia de las autoridades de la Intendencia; parte del discurso era:

La Primera Autoridad es Dios a quien debemos todo respeto...¿Qué podemos decir, pues, del inicuo proceder de la autoridad militar, que con quebranto manifiesto de una ley de las Siete Partidas, y con violación de lo mandado en las bulas de los Papas Benedicto XIV y Gregorio IX, mandó rodear la casa de Dios con tropas...Si las autoridades, que son las llamadas a hacer respetar las leyes, son las primeras en violarlas inicuamente, ¿qué puede exigírsele al pueblo que presencia tales tropelías? De allí que viene como lógica consecuencia la revolución; la lucha sangrienta con todo su séquito de horrores, la persecución, la anarquía.

José María Peinado, intendente de San Salvador, expresó ante el sermón: 

El Presbítero Manuel Aguilar el viernes 5, en el Calvario comparó su prisión con la de nuestro Salvador, dio gracias al pueblo porque motivó su salida de prisión, y ofreció corresponderle sacándolo con la divina palabra de la cárcel de la culpa...Por fortuna este pueblo no entiende lo que le hablan, si no es en una dirección de corrillo.

La carta obtuvo respuesta del Capitán General José de Bustamante y Guerra, quien respondió que al cura Aguilar se le debía calificar "de persona cuya conducta" debía vigilar el Gobierno.
A finales de 1813, fueron celebradas elecciones de alcaldes de barrios, en las cuales resultaron ganadores los independendistas, y lo mismo ocurrió en las de Electores y  Ayuntamientos; a pesar de todo, el Intendente Peinado no se mostraba conforme, y apeló ante las autoridades del Reino los resultados. Para el mes de enero de 1814, en la casa de Nicolás Aguilar, localizada en Mejicanos, se realizaron reuniones para organizar una nueva insurrección la cual estalló el 24 de enero. Esta nueva revuelta terminó en fracaso. Una comisión de notables integrada por Manuel José Arce, Juan Manuel Rodríguez, Domingo Antonio de Lara y Manuel Aguilar logró que el intendente José María Peinado los recibiera y escuchara, resultando en la liberación de los alcaldes de barrios que habían participado en el levantamiento. La comisión logró que un buen número de los alzados despusieran las armas, resultando en críticas de un dirigente del levantamiento, el alcalde ordinario segundo Pedro Pablo Castillo que le dijo a la comisión:

Todos tienen pretexto para dejarme solo, unos, como el licenciado Celis, a casua de su mujer enferma, y otros por distinto motivo.

Durante la madrugada del día siguiente 25 de enero, las milicias reales rompieron las trincheras de los alzados y apresaron a varios dirigentes, incluyendo el mismo Pedro Pablo Castillo. Luego, la intendencia exigió a los eclesiásticos que en sus sermones hicieran un llamado a la paz, más el padre Aguilar criticó a las autoridades por falta de cumplimiento de la Constitución de 1812; por esto, el intendente Peinado pidió al vicario Nicolás Aguilar que reprendiera a su hermano, pero como no lo hizo fue destituido. Manuel y su hermano Nicolás pronunciaron nuevamente sendos discursos, calificados como "subversivos" y "escandalosos" por Peinado.
Durante los juicios de infidencia que siguieron el levantamiento, los miembros de la comisión confesaron su participación en el apaciguamiento y desmoralización de los insurgente, acusaron a Castillo de ser el único responsable de los sucesos y prometieron fidelidad al rey.
Aparentemente, Manuel Aguilar escapó de San Salvador el día dos de marzo con rumbo a la ciudad de Guatemala, debido a que las autoridades de dicha metrópoli habían desplegado un batallón a petición de Peinado con rumbo a la ciudad salvadoreña; sin embargo, el religioso terminó reducido a prisión el día 25 de ese mismo mes en el hospital San Pedro. El 24 de agosto de 1815, fue incluido en el informe del teniente letrado Miguel Bustamante a la Real Sala del Crimen de Guatemala, junto a otros acusados salvadoreños. Para el 5 de septiembre de 1818, la Real Audiencia fijó la residencia de los reos, en el cual Aguilar quedó confinado en la ciudad de Guatemala.

## Fallecimiento
Manuel Aguilar y Bustamante pasó sus últimos años en Antigua Guatemala, en la casa de María Antonia Córdoba de Brito, una amiga de sus hermanas. Firmó su testamento ante los oficios del escribano José Inocente Calderón de la Barca el 6 de febrero de 1819, el cual fue enmendado y renovado el 4 de marzo del mismo año. Falleció a las trece horas del sábado 25 de mayo de 1819 y fue sepultado en la tarde del día siguiente en la parroquia de San Sebastián.